# Henn László András
Henn László András (Szeged, 1959. október 14. –) magyar festőművész.

## Élete
Középiskolai tanulmányait a Tömörkény István Gimnázium és Művészeti Szakközépiskola grafika szakán végezte Szegeden 1974–1978 között. 1978–1980 között a Dekoratőrképző Szakiskola tanulója volt Budapesten. 1977–1985 között szegedi és budapesti rajzkörök és szabadiskolák tagja volt. 1988–89-ben videofilm szerkesztői oklevelet szerzett.
Tanárai illetve mesterei voltak többek között Kalmár Márton, Károlyi Zsigmond, Lóránt János, Magos Gyula, Sándor Miklós, Szalay Ferenc, Tolvaly Ernő, Zoltánfy István.
Sokat tanulmányozta a mozgókép és a művészi pillanatkép kompozíciós különbségeit kapcsolatait, mely nyomon követhetőek képein is. Munkáiban keresi a mai és az archaikus kultúra kapcsolódási pontjait, jelképeit, jelen és múlt egységét. Egy-egy képe kialakulása, még ha a lírai-expresszionizmus jegyeit hordozza is, hosszabb előkészület eredménye.
Több éven át „szabadúszó” grafikusként dolgozott. Videó-etűdjeivel több fesztiválon díjat nyert. 1982 óta szerepel festményeivel itthon és külföldi kiállításokon.
Tagságok: Magyar Alkotóművészek Országos Egyesülete, Magyar Képzőművészek és Iparművészek Szövetsége, Magyar Festők Társasága, HÁM Művészeti Egyesület /alapító tag, Magyar Küldeményművészeti Társaság /alapító tag,Magyar Független Filmszövetség, SZÖG-ART Művészeti Egyesület /2003-2013.
Alkotásai megtalálhatóak számos köz- és magángyűjteményben. Pl. Katona József Múzeum Kecskemét, Móra Ferenc Múzeum Szeged, Marcelland Nemzetközi Művészeti Gyűjtemény, Lombard Csoport Kortárs Művészeti Gyűjteménye, Debrecen MJV. Polgármesteri Hivatala, Mezőtúri Művészeti Közalapítvány, Petőfi Szülőház és Emlékmúzeum Művészeti Gyűjteménye Kiskőrös, Mezőberény Kortárs Művészeti Gyűjteménye.
A Szegedi Tudományegyetem Juhász Gyula Pedagógusképző Kar Művészeti Intézet Rajz-művészettörténet Tanszék főmunkatársa.

## Díjak-elismerések
- UNICA Arany Diploma Svájc (1991)
- Freecard pályázat és kiállítási díj (2002)
- Szeged Város Művészeti Alkotói Támogatása (2005)
- "Csak tiszta forrásból" c. rendezvénysorozat Kiállítási Díja Budapest (2006)
- Szegedért Alapítvány Művészeti Alkotói Támogatása (2010)
- Szeged Város Művészeti Alkotói Támogatása (2010)
- XXXVII. Országos Nyári Tárlat díja (2013)
- XV. Országos Táblaképfestészeti Biennálé különdíja (2014)
- 69. Vásárhelyi Őszi Tárlat - Galyasi Miklós nívódíj (2023)